# Uhrenturm (Bar-le-Duc)

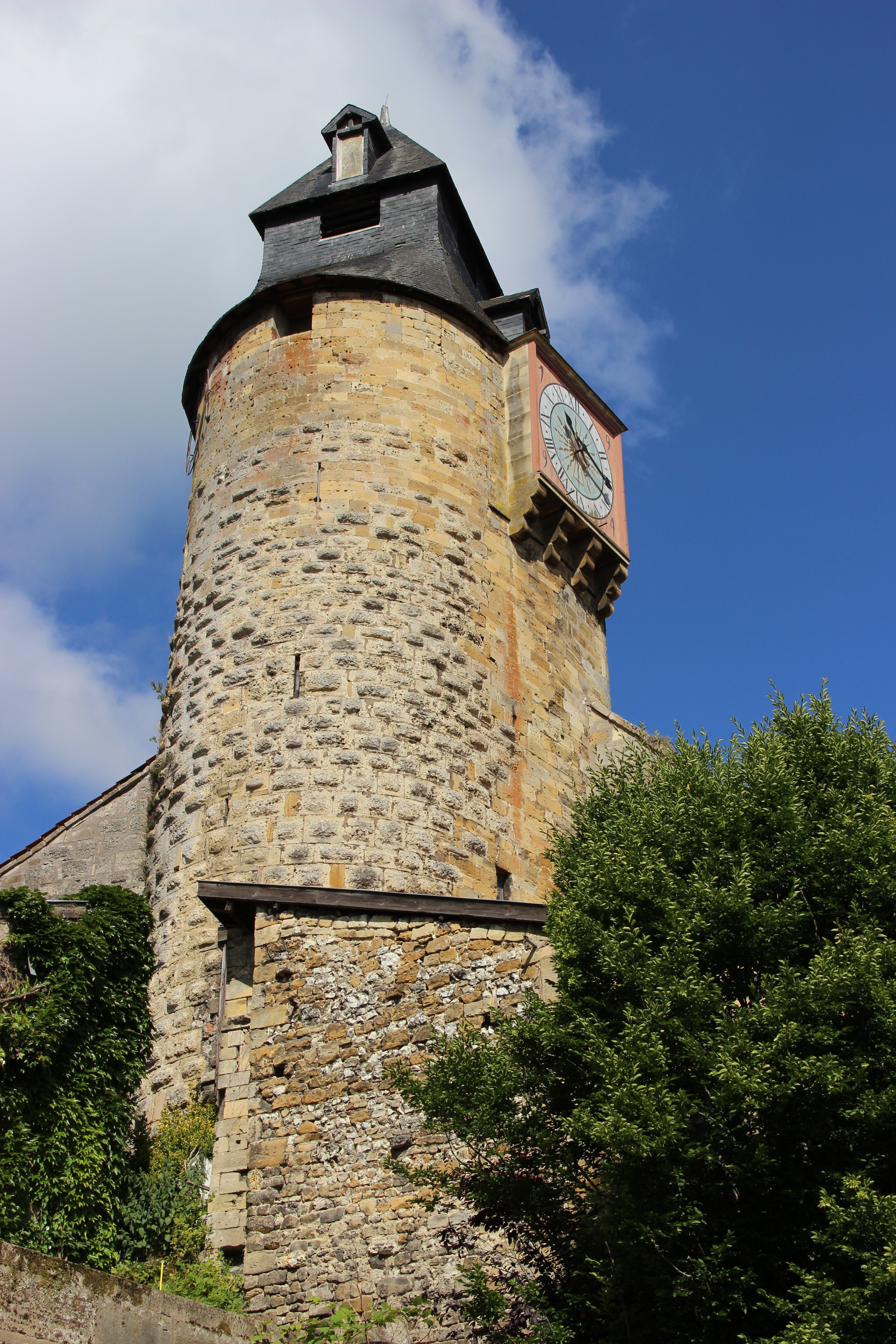
Uhrenturm in Bar-le-Duc

Der Uhrenturm in Bar-le-Duc, einer französischen Stadt im Département Meuse in Lothringen, wurde ursprünglich im 12. Jahrhundert als Teil der Stadtbefestigung errichtet. Der Uhrturm an der Place de la Tour wurde 1941 als Monument historique in die Liste der Baudenkmäler in Frankreich aufgenommen.
Der Turm wurde beim Umbau im Jahr 1381 auf Veranlassung des Herzogs Robert I. mit einer öffentlichen Uhr versehen. Die Wände des Turms sind 1,70 Meter dick und er überragt mit seiner Höhe von 50 Metern das Tal. 
Der Turm war immer mit einer Glocke ausgestattet, die bei einem Feuerausbruch und bei Gefahr durch Feinde geläutet wurde.